# Baradili
Baradili település Olaszországban, Szardínia régióban, Oristano megyében. Lakosainak száma 78 fő (2023. január 1.). Baradili Gonnosnò, Turri, Ussaramanna, Baressa, Sini és Genuri községekkel határos.

## Népesség
A település népességének változása:
| Lakosok száma | 83   | 83   | 78   |
|               | 2017 | 2018 | 2023 |